# Luhan
Lu Chan (čínsky 鹿晗 pchin-jin: Lù Hán; * 20. dubna 1990), lépe známý jako Luhan (korejsky 루한), je čínský zpěvák a herec. Je bývalým členem korejsko-čínské skupiny EXO a její čínské podskupiny EXO-M. V roce 2014 byl čínským národním rádiem vyhlášen jako šestá nejoblíbenější celebrita v zábavním průmyslu. V roce 2017 se Luhan dostal na druhé místo nejlépe placených čínských celebrit magazínu Forbes.
V roce 2015 vydal Luhan své debutové album Reloaded a zahrál si v několika kasovních trhácích jako 20 Once Again (2015), The Witness (2015) a Time Raiders (2016). V roce 2017 si zahrál první televizní roli v seriálu Fighter of the Destiny.